# Радио Нова
Радио Nova е първото и единствено радио, излъчващо най-добрата и актуална селекция от музика и предавания в областта на електронната култура. Станцията започва излъчване през 2004 г.. Kонцепцията на радиото е фокусирана в областта на house, tech house, nu disco, lounge и chillout. Радиото излъчва уникален музикален микс от най-новите и най-запомнящите се парчета от близкото минало, превърнали се в хитове на култови точки от света като Ибиса и фестивали като Miami Winter Conference и Amsterdam Dance Event. От Радио Nova слушателите научават последните технологични въведения и екскузивна информация за любимите си DJ-и и музикални лейбъли. Радио Nova излъчва над 30 специализирани шоута на имена като Roger Sanchez, Fedde Le Grand, Hardwell, Mark Knight, deadmau5, Nicole Moudaber, Chus+Ceballos, Erick Morillo, Joris Voorn, култовия британски лейбъл Defected, както и на резидентите на най-добрите клубове в България.
Радио Nova изпраща свои слушатели в Ибиса, на фестивала Exit в Нови Сад, както и на Sensation парти в Румъния. От 2010 до 2016 медията провежда 5 пъти инициативата Get Famous, в която сред стотици диджеи – професионалисти и аматьори, се избрани най-добрите. Те имат шанса да представят медията на най-престижния фестивал на Балканския полуостров – Exit, както и да пускат редом до световноизвестни имена в най-популярните български клубове за електронна музика.
През годините по Радио Nova са излъчни на живо 'A State Of Trance' партита на Armin Van Buuren от САЩ, Испания и Нидерландия, най-грандиозния европейски фестивал за електронна музика – Tomorrowland в Белгия, закриващото парти на легендарния клуб Space в Ибиса и с Carl Cox, както и Solar Christmas с Mark Knight от Арена Армеец
Към момента тя е част от най-голямата радиогрупата „Radioplay Media"

## История
Радиото стартира излъчване в София, Варна и Стара Загора през декември 2003 г. под първоначалното име „Коледно радио“, а от януари 2004 г. под името Радио Nova. Впоследствие на честотите на радиото в Стара Загора и Варна започват да се излъчват други станции на медийната компания Communicorp – от юли 2004 г. на честотата в Стара Загора излъчва БГ Радио, а от май 2006 г. на честотата във Варна излъчва Радио NRJ.